# Marc Guillemot

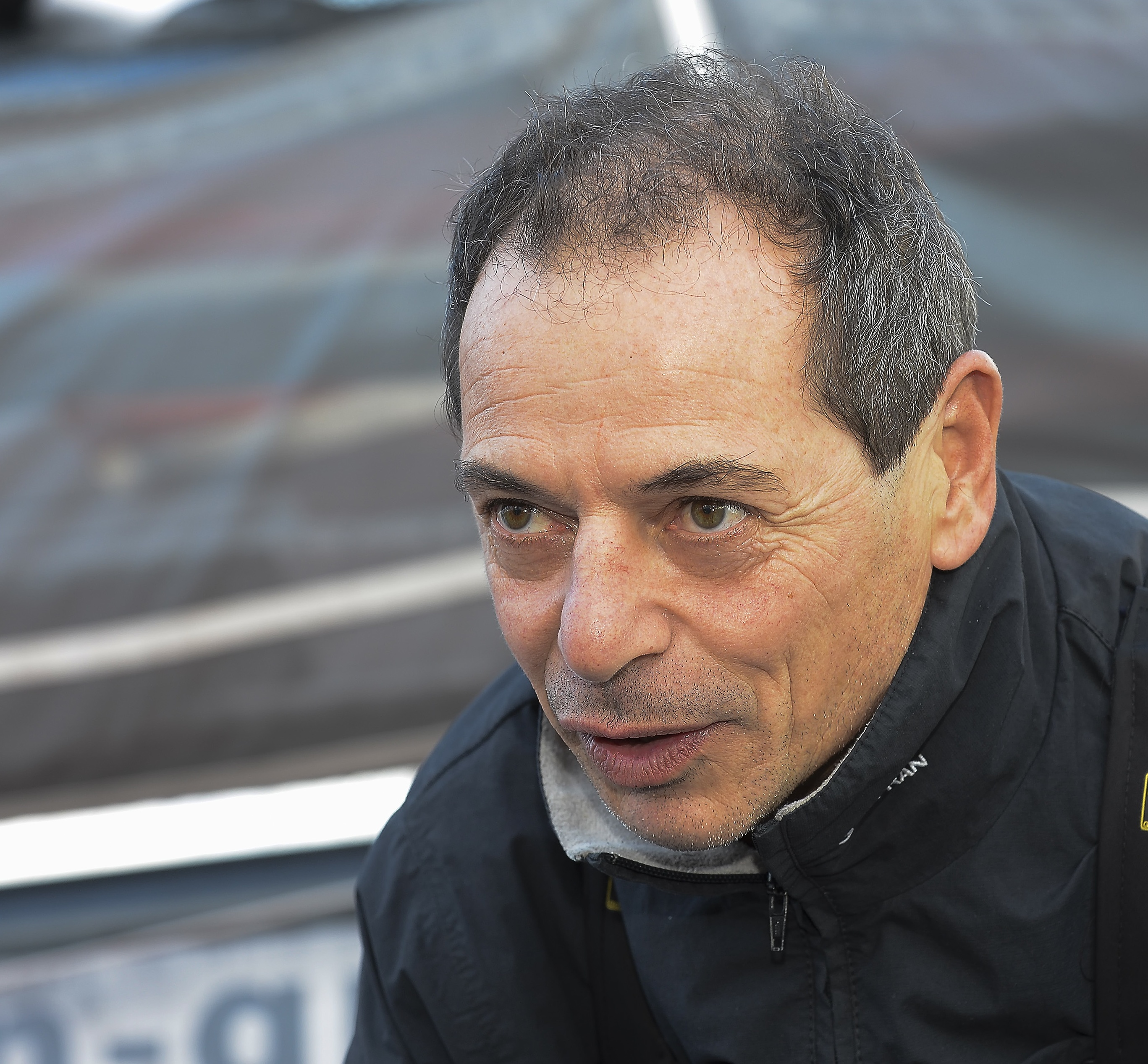
Marc Guillemot beim Start der Vendée Globe 2012/2013

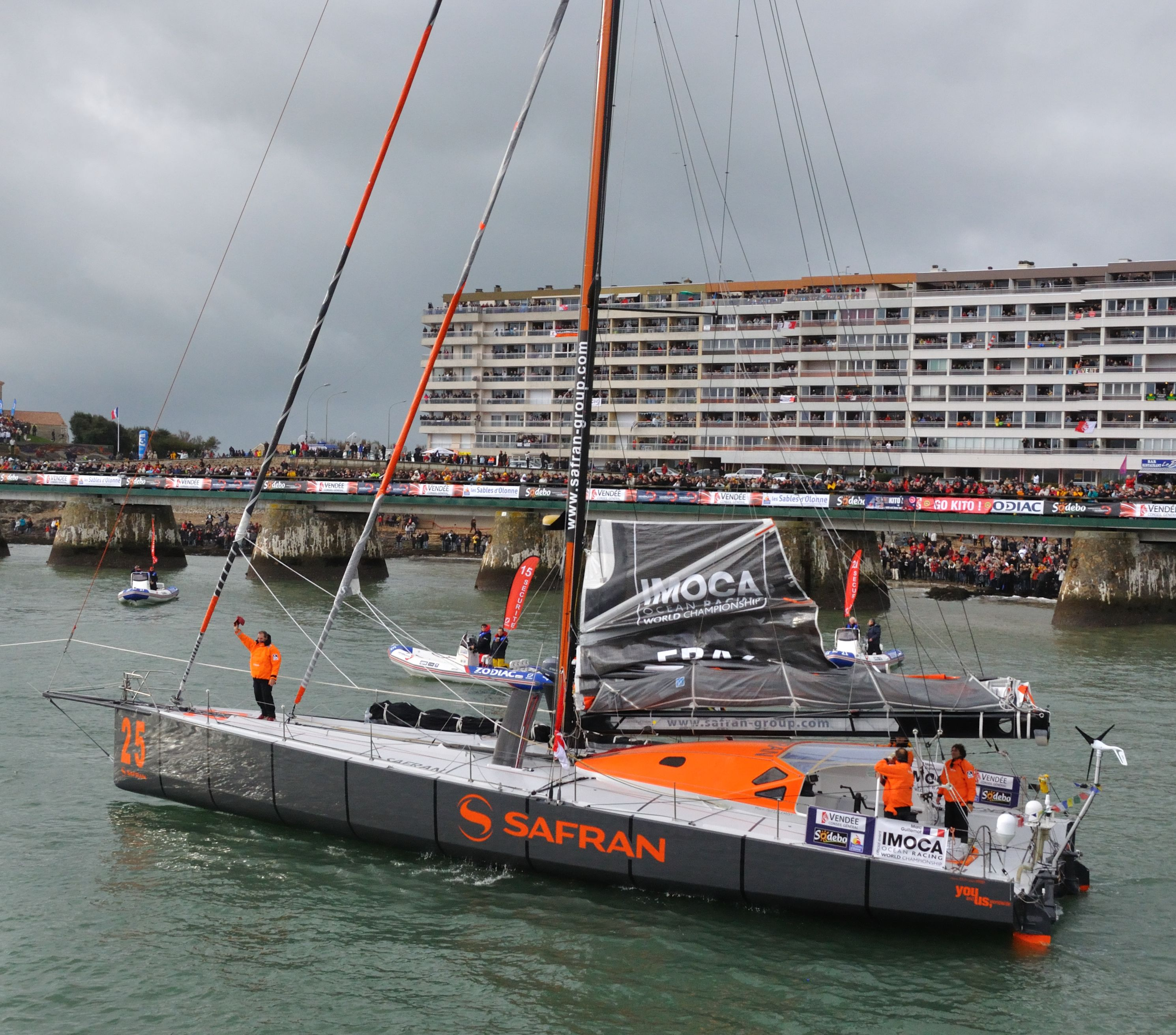
Guillemots Schiff Safran bei der Vendée Globe 2012/2013

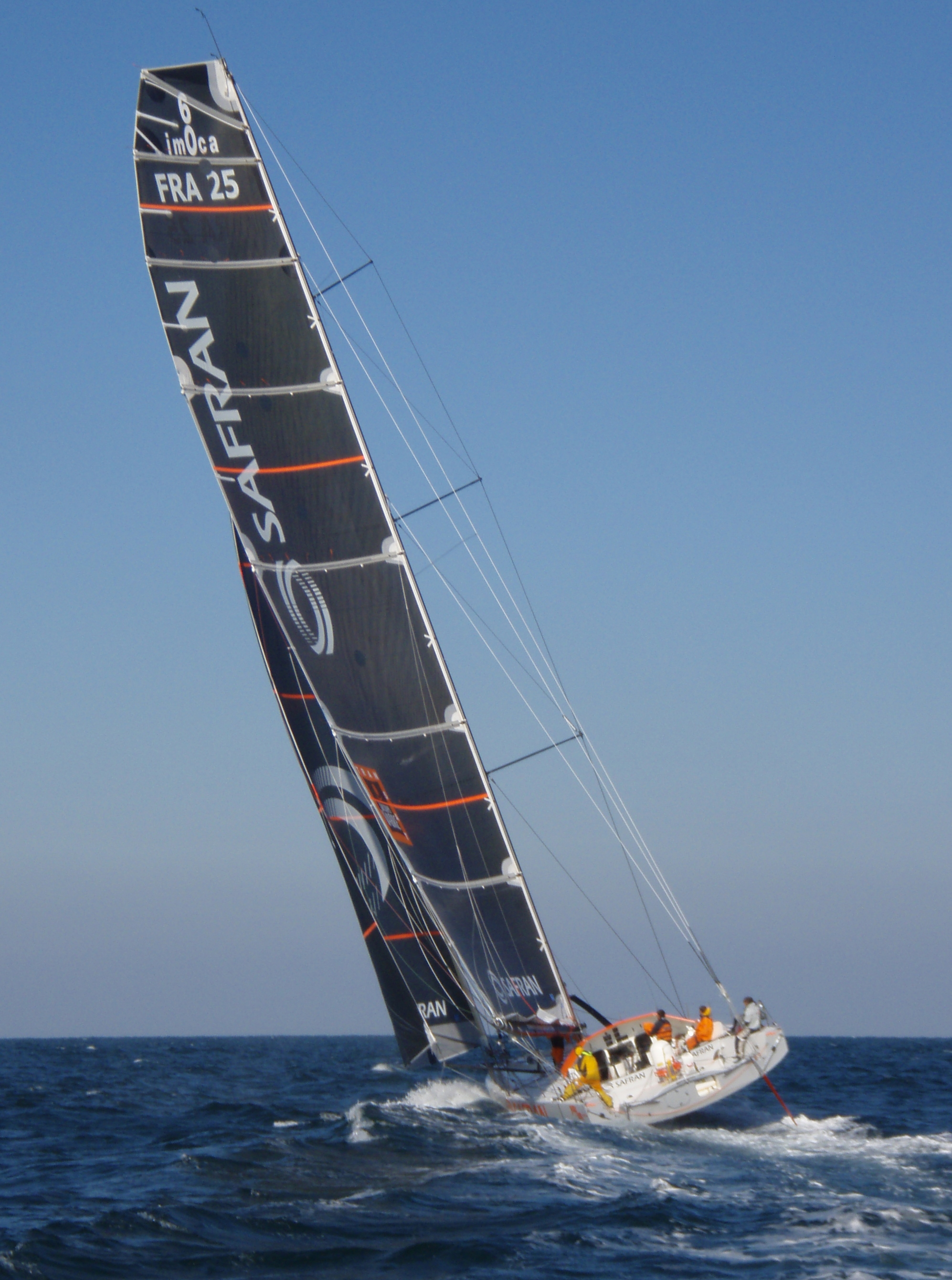
Die Safran unter Segeln

Marc Guillemot (* 25. Juni 1959 in Quimper) ist ein französischer Segler, der mehrfach erfolgreich an Langdistanzregatten teilgenommen hat.

## Leben und seglerische Karriere
Guillemot begann seine Ozean-Rennkarriere auf ORMA (Ocean Racing Multihull Association) 60-Fuß-Trimaranen. 1995–1999 konnte er bei mehreren Teilnahmen an Transatlantikrennen wie der Transat Jacques Vabre oder der Route du Rhum Rangierungen knapp neben dem Podest erreichen, musste allerdings auch mehrmals aufgeben.
2002 wurde er schließlich Vizeweltmeister des ORMA-Weltcups. Zwei Jahre später sattelte er auf 60-Fuß-IMOCA-Einrumpf-Rennyachten vom Typ Open 60 um. Ab 2006 war Guillemot Mitglied des von der Technologiefirma Safran gesponserten Rennteams. Entsprechend hießen auch die von ihm gesegelten Boote Safran. 2007 und 2008 gelangen ihm weitere Erfolge in dieser größten Einrumpfklasse. 2008 wurde er erneut Vizeweltmeister, diesmal mit dem Einrumpfboot.
2009 wurde Guillemot der Ordre national du Mérite verliehen, als Dank für seine Hilfeleistung während der Vendée Globe 2008/2009, als sich sein Konkurrent Yann Éliès den Oberschenkel brach und evakuiert werden musste.
2013 stellte er mit der Yacht Safran den Rekord für eine Einhand-Transatlantikfahrt von New York nach Lizard Point auf. Mit 8 Tagen, 20 Stunden, 27 Minuten und 49 Sekunden war er mehr als 15 Stunden schneller als zuvor Alex Thomson.

## Werke
- Marc Guillemot, Christine Vannier; Vrai faux solitaire; Verlag Éditions Glénat; 2009; ISBN 978-2-7234-7339-2